# Boris Pash
Boris Theodore Pash (tên khai sinh là Boris Fedorovich Pashkovsky, tiếng Nga : Борис Фёдорович Пашковский; 20 tháng 6 năm 1900 – 11 tháng 5 năm 1995) là một sĩ quan tình báo lục quân Hoa Kỳ. Ông là người phụ trách chỉ huy sứ mệnh Alsos trong chiến tranh thế giới thứ hai.